# 足摺岬 (映画)
『足摺岬』（あしずりみさき）は、1954年に近代映画協会が製作し、北星株式会社が配給した日本映画である。

## 概要
田宮虎彦が1949年、雑誌 『人間』10月号に発表した同名小説をベースに、「菊坂」（『中央公論』1950年6月号）、「絵本」（第23回芥川賞候補作『世界』1950年6月号初出、1951年5月、目黒書店刊『絵本 自選作品集』所収、毎日出版文化賞受賞）のエッセンスや設定などを加味して、新藤兼人が脚色。
物語の展開は、「足摺岬」が基本となっており、姉弟に中国戦線で捕虜となる兄がいるのは「絵本」の設定、菊坂の下宿界隈の様子や母の死は「菊坂」を下敷きにしている。

## あらすじ
1934年（昭和9年）、冬の本郷菊坂。浅井は、この地にある下宿に住んでいる。そこで、八重という女とその弟義治に出会う。左翼運動で逮捕され、仕事にも失敗。さらに心を寄せていた八重もある事件がもとで故郷の足摺岬近くの実家に戻っていく。この世に絶望した浅井は、死を覚悟して足摺岬に辿り着く。しかし、浅井の足は、八重の叔母が営む旅館に向かうのだった。

## キャスト

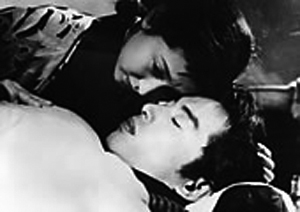
木村功、津島恵子

- 浅井政夫：木村功
- 福井八重：津島恵子
- 福井義治：砂川啓介
- 松木：信欣三
- 坪内：内藤武敏
- 緒方：斎藤雄一
- 香椎：庄司永建
- 西野：金子信雄
- さよ子：日高澄子
- 広瀬隆剛：森川信
- ユキ：赤木蘭子
- 文春：河原崎建三
- トヨ：原ひさ子
- おちせ：野辺かほる
- おちせ：田中筆子
- 遍路爺さん：御橋公
- 遍路婆さん：小峰千代子
- 売薬売り：殿山泰司
- 印刷所支配人：嵯峨善兵
- 商店主人：菅井一郎
- 病院の助手：芦田伸介
- 特高刑事：神田隆
- 印刷職工：下元勉

## 関連文献
- 登川直樹「『足摺岬』の原作と吉村・新藤」『キネマ旬報』 86号・1954年
- 大黒東洋士「『足摺岬』--原作とシナリオ」『シナリオ』1954年7月
- 梶川忠「大きな髪飾り映画『足摺岬」『FB』 [1996年12月
- 梶川忠「田宮虎彦『足摺岬』について--小説と映画の間で」『愛知工業大学研究報告A 基礎教育センター論文集』(通号 29)1994年3月